# Brâncoveni
Brâncoveni es una comuna ubicada en el distrito de Olt, Rumania.

## Superficie
Posee una superficie de 45,28 kilómetros cuadrados.

## Demografía
Hasta 2021 la población era de 2368 habitantes, con una densidad de población de 52,30 habitantes por kilómetro cuadrado.